# Proteínas RAS

## Histórico
O nome RAS é derivado do inglês: RAt Sarcoma vírus, ou vírus do sarcoma de rato), porque essas proteínas foram identificadas primeiramente como as proteínas oncogênicas (oncogenes) de vírus tumorais que causam sarcomas em ratos. Nos sarcomas, houve desequilíbrio na função de controle da divisão celular.
Os dois primeiros genes RAS identificados foram HRAS e KRAS, resultantes de estudos com dois tipos de câncer causados por viroses, denominados de Harvey sarcoma virus e Kirsten sarcoma virus. Estudos estes realizados por Edward M. Scolnick e colaboradores no National Institutes of Health (NIH). Em virtude dos estudos com células cancerígenas humanas, foi encontrado um terceiro gene pelo grupo de pesquisadores de Robert Weiss, do Institute of Cancer Research, e Michael Wigler, Cold Spring Harbor Laboratory, nomeado de NRAS, por ter sido identificado em células de neuroblastoma.
Estes vírus foram originalmente identificados em ratos durante a década de 60 por Jennifer Harvey e Werner Kirsten. O interesse pelas proteínas RAS intensificou-se a partir de 1982, quando mutações nos genes RAS foram implicadas no desenvolvimento de câncer em humanos.

## Função
A importância da proteína RAS na sinalização intracelular foi indicada por meio de experimentos com microinjeção de RAS ativa e anticorpos antiRAS, mostrando que RAS não é somente capaz de induzir o crescimento anormal característico de células de câncer, mas é necessária para a resposta de células normais à estimulação de fator de crescimento.
Como funções da proteína RAS temos:
- Estímulo e controle da multiplicação celular
- Estímulo e controle da diferenciação celular
- Mecanismo de transporte
- Fusão de membranas

### Cascatas
- As proteínas RAS residem livremente no citosol quando inativas e recebem modificações específicas pós-traducionais para suas ativações. Primeiramente dois tipos de enzima, a FTase que catalisa a transferência para a proteína RAS de um isoprenóidefarnesil (um grupo composto por 15 Carbonos) ou GGTase - I, enzima que catalisa a transferência para a proteína RAS de um isoprenóidegeranil (constituído por um grupo de 20 carbonos). Ambos radicais hidrofóbicos são ligados ao resíduo de cisteína da região terminal CAAX (C representa o aminoácido Cisteína, A traduz em qualquer aminoácido alifático e X qualquer aminoácido) da proteína RAS, promovendo um aumento de sua hidrofobicidade. Após isso o complexo proteína – CAAX – isoprenóide se liga a superfície do Retículo Endoplasmático (RE). O Resíduo AAX da porção terminal é clivado do complexo pela enzima RAS – converting (Rcel) com posterior adição de um grupo metil pela enzima isoprenilcisteína metil transferase (Icmt). Por fim o complexo recebe um grupo de cadeia longa de ácido graxo, pela palmitoil transferase, para aumentar ainda mais a sua hidrofobicidade, o que auxilia e estabiliza a sua ligação com a membrana plasmática. Se a prenilação for inibida por inibidores de FTase e GGTase– I o complexo proteico com a porção terminal CAAX não se liga ao retículo endoplasmático, não sendo processado e não adquirindo as propriedades ideais para a sua associação com a membrana plasmática. Como consequência não haverá o desencadeamento da ativação da transdução de sinal mediada pela proteína RAS.
- A proteína RAS está ativada quando combinada com GTP e inativa quando ligada a GDP. RAS é convertida ao estado ativo (ligada a GTP) pela troca da GDP ligada por GTP, que é estimulada por fatores de troca do nucleotídeo guanidina (GEFs). Ativa, a RAS pode se ligar a outras proteínas que estimulam a Via MAP-quinase e dirigir a proliferação e diferenciação celular. A atividade de RAS é terminada pela hidrólise de GTP, que é estimulada por proteínas ativadoras de GTPase (GAPs), quando a proteína volta ao seu estado inativo.
- A proteína RAS encontra-se diretamente relacionada com o receptor catalítico (tirosina-quinase) em sua porção intracelular, pois a proteína RAS encontra-se ligada à superfície citoplasmática (citoplasma) da membrana celular. A chegada de subunidades de substância indutora nas unidades paralelas de receptores faz com que estes se unam, possibilitando a fosforilação cruzada de seus domínios citosólicos (por meio de quebras de ATPs). Em seus domínios citosólicos há atividade de tirosina-quinase. E, então, devido a essa ativação, poderá haver o desencadeamento de duas ações: a ativação da fosfolipase C-y (PLC-y) ou a união do receptor a uma fosfatidilinositol 3-quinase (PI3-K), ativando-a.
- Receptor transmembrana com o seu domínio citosólico em atividade de tirosina-quinase. Receptor esse sendo composto de duas unidades iguais, essas unidades vão se unir quando as substâncias indutoras se acoplarem em seu domínio extracitosólico, formando um complexo homodimétrico. A proteína Ras é ativada pelo receptor, que por sua vez necessita da proteína GEF e de uma proteína adaptadora para a ativação da proteína Ras. Logo após, a quinase Raf é ativada pela Ras-GTP, sendo a quinase Raf a ativadora da quinase MEK e a quinase MEK a ativadora da quinase ERK, esta última vai fosforilar e ativar outras quinases citosólicas. Há outros casos em que a quinase ERK vai entrar no núcleo e fosforilar proteínas ativadoras de genes cujos produtos vão regular o crescimento e a diferenciação celular.

### Proteína RAS e o câncer
Quase todos os tipos de cânceres pancreáticos e grande parte das lesões precursoras são decorrentes de mutações no códon 12 do oncogene K-RAS. Esta mutação é reconhecida como o evento mais precoce da tumorigênense do câncer pancreático. A proteína K-RAS tem um papel chave na regulação de muitos eventos celulares, incluindo a proliferação celular. Essa ativação é um evento GTP-dependente e finalizado pela hidrólise do GTP com formação de GDP.
No estado normal da proteína RAS sua ativação é mediada pelo fator de troca de nucleotídeos de guanina (GEF) substituindo o GDP associado à proteína RAS pelo GTP. Para inativação da proteína RAS, as proteínas ativadoras de GTPase catalisam a hidrólise do GTP para GDP. A mutação oncogênica principal da proteína K-RAS interfere no evento terminal e, como resultado, a proteína é mantida permanentemente ativada e um sinal contínuo de indução de proliferação é transmitido ao núcleo destas células, mediados por KRAS, HRAS e NRAS, em diferentes tipos de órgãos. A ativação oncogênica da K-RAS pode ocorrer em cerca de 97% das neoplasias pancreáticas. Por estas razões as proteínas da família RAS são consideradas alvos promissores para produção de moléculas inibitórias de sua atividade. Além do câncer de pâncreas, diversos outros cânceres humanos ocorrem em decorrência de mutações diretamente nas proteínas RAS ou suas derivadas RAS-Driven. Estas doenças atualmente são de difícil tratamento, sendo ainda excluídas de tratamentos com terapias alvo-específicas .
A família RAS é formada por 3 genes que são associados a carcinogênese em humanos: H-RAS, K-RAS e N-RAS que estão localizados no braço curto dos cromossomos 11, 12 e 1, respectivamente. São os oncogênes mais frequentes nas neoplasias humanas. Os três genes codificam uma proteína de 21 kD (p21RAS) localizada na face interna da membrana celular que se liga ao difosfato de guanosina (GDP) e ao trifosfato de guanosina (GTP); , e tem atividade GTPase intrínseca; a forma ativa está ligada ao GTP e a inativa ao GDP. A p21RAS participa da transdução de sinais extracelulares para o interior da célula, através de mecanismos mediados por receptor, durante a divisão celular. O sinal é transmitido por uma cascata de quinases, resultando na ativação da MAPK que é translocada para o núcleo e ativa os fatores de transcrição. As mutações de genes RAS em câncer de humanos têm efeito de inibir a hidrólise de GTP pelas proteínas RAS. Assim, essas proteínas RAS mutadas permanecem continuamente na forma ativa ligada à GTP, conduzindo a proliferação desordenada das células cancerosas mesmo na ausência de estimulação de fator de crescimento.